# Melvin Capital
Melvin Capital Management LP è stata una società di investimento statunitense fondata nel 2014 da Gabriel Plotkin. che l'aveva intitolata col il nome di suo nonno, e con sede a New York. Investiva principalmente in titoli tecnologici e di consumo ed era nota per i suoi rendimenti annuali elevati rispetto ad altri hedge fund.  Nel gennaio 2021 aveva 8 miliardi di dollari di asset in gestione.
Durante lo short squeeze di GameStop del 2021, aveva subito perdite del 53% (6,8 miliardi di dollari); c'era stato un momento in cui perdeva più di un miliardo di dollari al giorno.  Nel primo trimestre del 2021, il patrimonio dell'azienda era diminuito del 49% e aveva chiuso il 2021 in ribasso di oltre il 39% rispetto all'anno in cui l'indice S&P 500 era cresciuto del 28,7%.
Melvin Capital aveva subito nel gennaio 2022 un calo del 17%. Il 18 maggio 2022 Plotkin annunciò che il fondo avrebbe chiuso e restituito tutti i fondi rimanenti dei clienti entro giugno 2022. Il patrimonio gestito (AUM) era all'epoca di circa 7,8 miliardi di dollari.

## Storia
Dopo essersi laureato in Economia presso la Northwestern University nel 2001, Gabriel Plotkin è entrato a far parte dell'hedge fund Citadel LLC e successivamente dell'hedge fund con sede nel Connecticut "North Sound Capital". Prima di avviare Melvin Capital, Plotkin era un trader presso SAC Capital, dove gestiva un portafoglio composto principalmente da azioni di consumo del valore di circa $ 1,3 miliardi.
Durante il suo periodo alla SAC Capital, Plotkin era il destinatario di informazioni privilegiate illegali secondo i procuratori federali. Reuters ha identificato Plotkin come il cosiddetto "Portfolio Manager B" nella denuncia civile della Securities and Exchange Commission contro Michael Steinberg, un collega PM del SAC che è stato arrestato con l'accusa di aver scambiato i guadagni di Dell sulla base di informazioni privilegiate. A Plotkin sarebbero stati inoltrati diversi messaggi di posta elettronica da Steinberg e altri che contenevano informazioni privilegiate.

### Fondazione
Plotkin ha fondato Melvin Capital, dopo aver lasciato il SAC durante l'esplosione dell'insider trading, alla fine del 2014, nominando il fondo in onore del suo defunto nonno, proprietario di una piccola impresa. Ha raccolto quasi $ 1 miliardo.
Nel suo primo anno intero di attività, Melvin Capital ha registrato rendimenti del 47%, classificandosi al 2 ° posto nell'elenco di Bloomberg 2015 dei fondi con le migliori prestazioni con $ 1 miliardo o più di asset in gestione.
Nel 2017 il fondo ha guadagnato il 41%. Gli attuali investimenti importanti includono Chewy.com, Amazon.com, Las Vegas Sands, Alibaba e GameStop.
Secondo il Wall Street Journal, circa un terzo dei guadagni nel 2019 dall'attuale hedge fund di Steve Cohen, Point72, proveniva da Melvin Capital Management LP.
Nel settembre 2020 il nome della società è apparso nel registro polacco "Short Sale Registry" (Rejestr Krótkiej Sprzedaży) a causa di una posizione corta negli sviluppatori di giochi CD Projekt, una posizione netta dello 0,55% attraverso la borsa polacca (GPW). Hanno guadagnato notevolmente a causa dei problemi affrontati durante il lancio di Cyberpunk 2077 .

### Perdite 2021
All'inizio del 2021 il fondo ha perso oltre il 30% a causa di numerose scommesse short che sono andate male, incluso GameStop. Gli utenti del subreddit r/WallStreetBets hanno scommesso che le azioni di GameStop sarebbero aumentate di valore. A gennaio, Citadel di Ken Griffin e Point72 di Steve Cohen hanno investito 2,75 miliardi di dollari in Melvin in cambio di quote di minoranza del fondo. Il gestore del fondo Gabriel Plotkin ha detto ad Andrew Ross Sorkin della CNBC che Melvin Capital aveva chiuso (cioè coperto) la sua posizione corta in GameStop il 26 gennaio nel pomeriggio, sostenendo anche che le voci sul fondo che intendeva dichiarare fallimento sono false. CNBC non ha potuto confermare l'importo perso da Melvin Capital. Il 27 gennaio Bloomberg News ha riferito che le perdite erano continuate oltre il 30% riportato il 24 gennaio dal WSJ, sebbene le loro fonti non fornissero un numero specifico per non turbare il CIO Gabe Plotkin. In base alla fonte, il fondo ha anche riposizionato il proprio portafoglio.
La posizione corta adottata da Melvin Capital e altri ha portato allo shorting di oltre il 139% delle azioni esistenti del GME, rendendo il titolo GameStop il titolo più shorted al mondo.
Fino alla fine di gennaio 2021 il fondo è sceso del 53% secondo il WSJ.

## Compensazione
Secondo Forbes, Plotkin ha guadagnato circa $ 300 milioni di risarcimento nel 2017, rendendolo il ventesimo gestore di hedge fund più pagato quell'anno.

## Dirigenti
Il fondo è guidato dal fondatore e CIO Gabriel "Gabe" Plotkin. Plotkin rilascia raramente interviste ai media. Ad oggi, l'unica apparizione di Plotkin sui media è stata in un podcast con gli influencer di Instagram Hayley Paige e Conrad Louis. Nel dicembre 2020 Plotkin ha acquistato 2 case adiacenti in Florida per 44 milioni di dollari. Plotkin ha acquistato una quota di minoranza negli Charlotte Hornets nel 2019 da Michael Jordan.